# Tenuipalpus disparilis
Tenuipalpus disparilis är en spindeldjursart som beskrevs av Wang och Xiaolong Cui 1993. Tenuipalpus disparilis ingår i släktet Tenuipalpus och familjen Tenuipalpidae. Inga underarter finns listade i Catalogue of Life.